# René Lacourt
Pour l’article ayant un titre homophone, voir René Lacour.
Pour les articles homonymes, voir Lacourt (homonymie).
René Louis Lacourt, né le 13 novembre 1905 dans le 17e arrondissement de Paris et mort le 5 février 1960 à Limeil-Brévannes, est un acteur français.

## Filmographie

### Cinéma

#### Courts et moyens métrages
- 1932 : Un client de province de Charles-Félix Tavano (court métrage)
- 1949 : Hôtel des artistes : "Saisie" de Jean Perdrix (court métrage)
- 1950 : L'Affaire Dugommier de Jean Loubignac (court métrage)
- 1950 : Pluche et Ploche bureaucrates de Jean Loubignac (moyen métrage)
- 1950 : Pluche et Ploche chez le percepteur de Jean Loubignac (court métrage)

#### Longs métrages
- 1933 : Le Coq du régiment de Maurice Cammage
- 1933: Tire-au-flanc de Henry Wulschleger
- 1934 : Le Train de 8 heures 47 de Henry Wulschleger
- 1935 : Un soir de bombe de Maurice Cammage
- 1936 : La Loupiote de Jean Kemm et Jean-Louis Bouquet - Un complice de Charlot
- 1936 : Le Mioche ou Papa Prosper de Léonide Moguy
- 1936 : La Petite Dame du wagon-lit de Maurice Cammage
- 1937 : Le Cantinier de la coloniale de Henry Wulschleger
- 1937 : Chipée ou Coup de foudre de Roger Goupillières
- 1937 : Franco de port ou Via Buenos-Aires de Dimitri Kirsanoff  - Durand
- 1938 : Métropolitain de Maurice Cam
- 1938 : Une de la cavalerie de Maurice Cammage
- 1939 : La Fin du jour de Julien Duvivier
- 1939 : Circonstances atténuantes de Jean Boyer
- 1939 : Ils étaient neuf célibataires de Sacha Guitry - Le maire
- 1940 : L'Empreinte du dieu de Léonide Moguy
- 1941 : Le Destin fabuleux de Désirée Clary de Sacha Guitry et René Le Hénaff
- 1942 : Croisières sidérales d'André Zwoboda - Un bûcheron
- 1942 : Des jeunes filles dans la nuit de René Le Hénaff
- 1943 : Le Colonel Chabert de René Le Hénaff
- 1945 : Master Love de Robert Péguy
- 1946 : La Maison sous la mer d'Henri Calef
- 1947 : Ploum ploum tra la la / De porte en porte de Robert Hennion - Le chef de rayon
- 1947 : Quai des Orfèvres de Henri-Georges Clouzot
- 1947 : Un flic de Maurice de Canonge - Un inspecteur
- 1948 : Mort ou vif de Jean Tedesco
- 1948 : L'Armoire volante de Carlo Rim - Un salutiste
- 1948 : Marlène de Pierre de Hérain - Le pépiniériste
- 1949 : Fantômas contre Fantômas de Robert Vernay - Un gendarme
- 1949 : La Maternelle de Henri Diamant-Berger - Le père adoptif
- 1949 : Amédée de Gilles Grangier - Un ami
- 1949 : Le Martyr de Bougival de Jean Loubignac - Modeste
- 1949 : Miquette et sa mère de Henri-Georges Clouzot - L'aveugle
- 1949 : Rendez-vous avec la chance de Emile-Edwin Reinert - Le patron de l'hôtel
- 1950 : La Souricière de Henri Calef - Le juge d'instruction
- 1950 : Orphée de Jean Cocteau - Le facteur
- 1950 : Le Gang des tractions-arrière de Jean Loubignac - Antoine
- 1950 : Souvenirs perdus de Christian-Jaque
- 1951 : Moumou de René Jayet - L'habitué
- 1951 : Les Vacances de monsieur Hulot de Jacques Tati : Strolling man, le promeneur
- 1952 : Les Dents longues de Daniel Gélin et Marcel Camus - Le concierge de l'immeuble
- 1952 : Des quintuplés au pensionnat de René Jayet - Le pharmacien
- 1952 : La Jeune Folle de Yves Allégret
- 1952 : Nous sommes tous des assassins de André Cayatte - Le chiffonnier
- 1952 : Rires de Paris de Henry Lepage
- 1953 : Le Bon Dieu sans confession / Les biens de ce monde de Claude Autant-Lara
- 1953 : Crainquebille de Ralph Habib : M. Lateigne
- 1953 : Le Guérisseur de Yves Ciampi - Le patient
- 1953 : Les Quatre Mousquetaires de Gilles Margaritis - Le joaillier
- 1954 : Fantaisie d'un jour de Pierre Cardinal
- 1954 : Sur le banc de Robert Vernay
- 1955 : Coup dur chez les mous de Jean Loubignac
- 1955 : Voici le temps des assassins de Julien Duvivier - Un pêcheur à la ligne

## Théâtre
- 1947 : Mort ou vif de Max Régnier, mise en scène Christian-Gérard, théâtre de l'Étoile
- 1949 : La Corde au cou de Jean Guitton, mise en scène A. M. Julien, théâtre Sarah Bernhardt
- 1954 : Affaire vous concernant de Jean-Pierre Conty, mise en scène Pierre Valde, théâtre de Paris
- 1955 : Témoin à charge d'Agatha Christie, mise en scène Pierre Valde, théâtre Édouard VII